# رائول دو ناوری
رائول دو ناوری (به فرانسوی: Raoul de Navery) رمان‌نویس قرن نوزدهم میلادی اهل فرانسه است.